# Sói Nhật Bản
Chó sói Nhật Bản Nihon Ōkami (ニホンオオカミ（日本狼） Nihon Ōkami, Nhật Bản lang, danh pháp ba phần Canis lupus hodophilax) hay chó sói Honshū là một trong hai phân loài của sói xám sống ở Nhật Bản (phân loài còn lại là chó sói Ezo) và cả hai phân loài này đều đã tuyệt chủng. Tại Nhật, chúng cũng được gọi là "chó núi" Yamainu (ヤマイヌ（豺、犲、山犬） Yamainu, sơn khuyển) hay đơn giản là "chó sói" Ōkami (オオカミ（狼） Ōkami, lang). Trong khi người anh em sói Ezo định cử ở đảo Hokkaidō, chó sói Nhật Bản sinh sống ở ba đảo lớn còn lại của Nhật Bản: Honshū, Shikoku và Kyūshū. Nguyên nhân tuyệt chủng của sói Nhật Bản là sự bùng phát bệnh dại - được ghi nhận lần đầu tiên ở Kyūshū và Shikoku vào năm 1732 - và, dĩ nhiên, sự săn bắn của con người. Cá thể cuối cùng của sói Nhật Bản được cho là chết ở tỉnh Nara vào năm 1905.

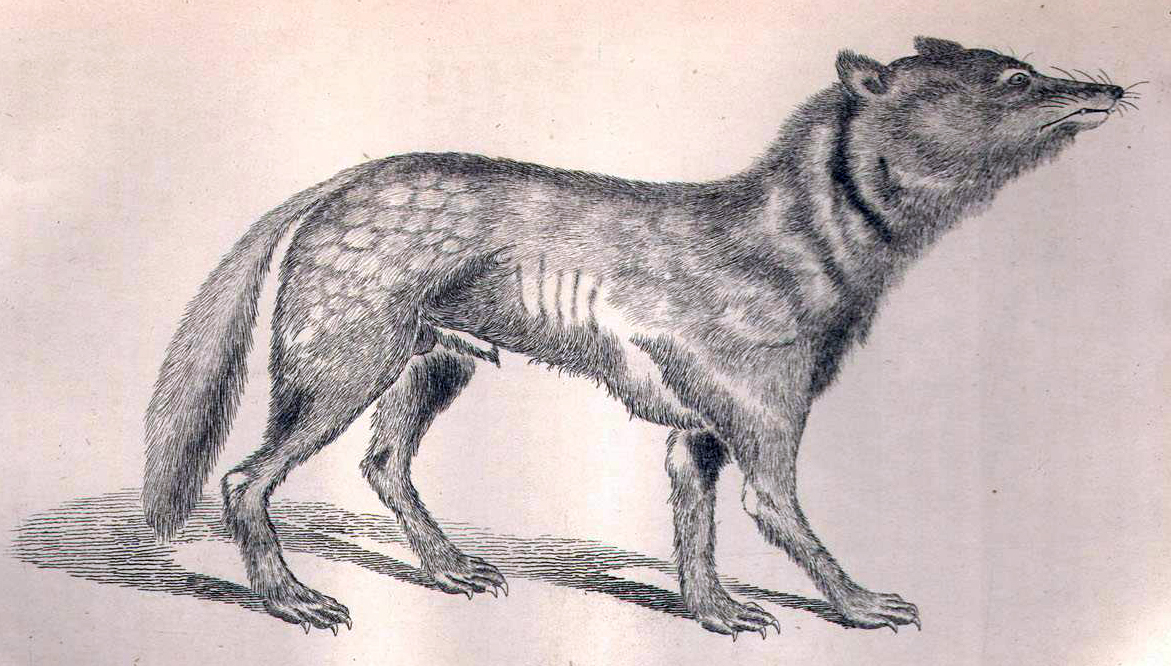
Hình vẽ sói Nhật Bản vào khoảng năm 1881

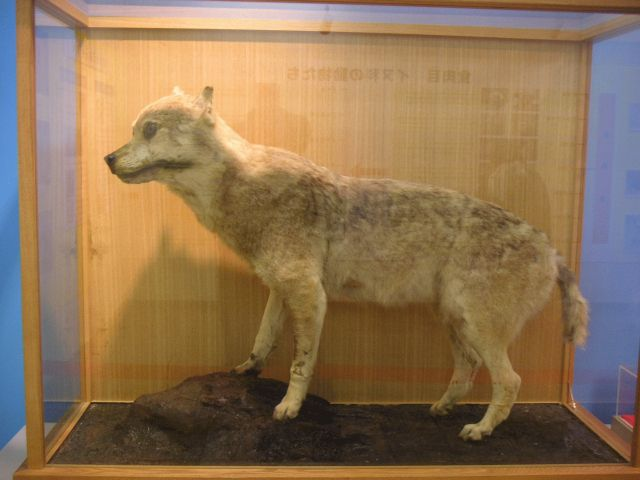
Mẫu vật nhồi bông ở Vườn thú Ueno

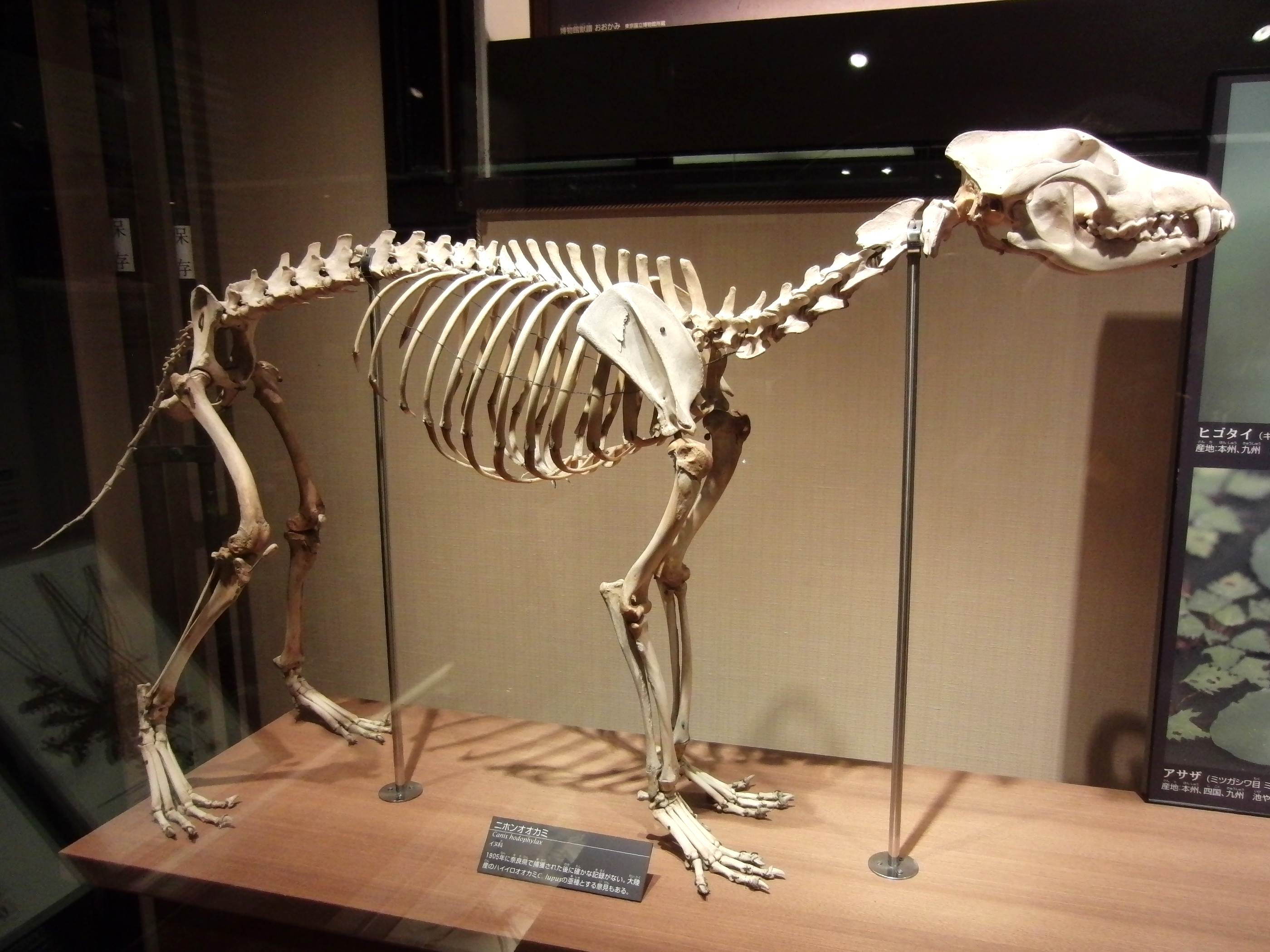
Bộ xương sói Nhật Bản tại Bảo tàng Khoa học Quốc gia Nhật Bản

Một số ý kiến cho rằng sự tuyệt chủng của sói Nhật Bản nhấn mạnh sự thay đổi về cách nhìn của người dân địa phương về loài sói này: bệnh dại khiến chúng trở nên hung hãn và việc con người chặt phá rừng buộc chúng phải tấn công lại những kẻ đã tàn phá nơi ở của chúng. Chính điều này khiến sói Nhật Bản lọt vào "danh sách đen" của những trại chủ và thế là chúng bị săn bắn đến tuyệt chủng.
Hiện có 8 bộ da lông sói Nhật Bản cùng 5 mẫu vật nhồi được biết là còn tồn tại. Một mẫu nhồi được trưng bày ở Hà Lan, 3 ở Nhật Bản, và một ở Bảo tàng Anh. Vì kích thước quá nhỏ (sói Nhật Bản là phân loài sói nhỏ con nhất, có lẽ nguyên nhân của việc này là hiện tượng hình thành loài theo địa lý / island dwarfing), việc sói Nhật Bản có phải là một phân loài của sói xám hay không vẫn còn đang tranh cãi.
Trong văn học dân gian và tín ngưỡng truyền thốing Nhật Bản, sói Nhật Bản đóng một vai trò tích cực: Fujiwara no Hidehira được cho là đã được nuôi dưỡng bởi loài sói; đồng thời hình ảnh của sói cũng gắn liền với các thần núi trong Thần đạo: ví dụ nổi tiếng nhất là thần sói được thờ tại miếu Mitsumine ở thành phố Chichibu thuộc tỉnh Saitama.
Giống như sói Ezo, người dân cũng thông báo là đã từng nhìn thấy sói Nhật Bản sau khi nó chính thức được xem là tuyệt chủng, mặc dù chưa có bằng chứng nào xác nhận những chuyện này (xem thêm ẩn động vật học).